# Wavelength
Wavelength är ett musikalbum av Van Morrison som lanserades 1978 på Warner Bros. Records (i vissa länder Mercury Records). Skivan hade en mer pop-influerad ljudbild med keyboard-partier än Morrisons tidigare skivor som dragit mer åt soul eller folkrock-hållet. Albumet spelades in i Oxfordshire i England och till viss del i USA. Spåret "Hungry For Your Love" användes några år senare som soundtracklåt till filmen En officer och gentleman. Albumet blev listat som #23 i tidningen The Village Voice "Pazz & Jop"-lista för 1978.

## Låtlista
(låtar utan upphovsman komponerade av Van Morrison)
1. "Kingdom Hall" - 5:59
2. "Checkin' It Out" - 3:29
3. "Natalia" - 4:04
4. "Venice U.S.A." - 6:32
5. "Lifetimes" - 4:15
6. "Wavelength" -5:44
7. "Santa Fe/Beautiful Obsession" (Jackie DeShannon/Morrison) - 7:04
8. "Hungry for Your Love" - 3:45
9. "Take It Where You Find It" - 8:40

## Listplaceringar
- Billboard 200, USA: #28[2]
- UK Albums Chart, Storbritannien: #27[3]
- RPM, Kanada: #31[4]
- Nederländerna: #50[5]